# ハーストイーグル
ハーストイーグル（英語: Haast's Eagle、学名：Hieraaetus moorei）は、かつてニュージーランドの南島に生息していた大型のワシ。ハルパゴルニスワシ(Harpagornis Eagle)という名でも知られる。ニュージーランドの原住民であるマオリ族にはPouakai、より一般的にはHokioi、またはHakawaiと呼ばれる大型猛禽類の伝承があり、それは本種に由来しているとも言われる。
翼を広げた長さが3メートルに達したとも言われる史上最大級の猛禽類だった。一説には同じく巨大な鳥類として知られるモアを捕食していたとも考えられ、ニュージーランドにマオリ族が入植し、乱獲によってモアが絶滅した後、本種も西暦1500年頃には絶滅したと考えられている。

## 概要
ハーストイーグルは、ユーリウス・フォン・ハースト (Julius von Haast) によって初めて生物学的に分類され、その後、骨の発見場所（Glenmark Estate ）の所有者であるジョージ・ヘンリー・ムーア (George Henry Moore) にちなみ Harpagornis moorei と命名された。
しかし、DNAの研究によれば、現生の小型種であるヒメクマタカ等と同属であるとされ、現在の学名はHieraaetus mooreiとなっている。

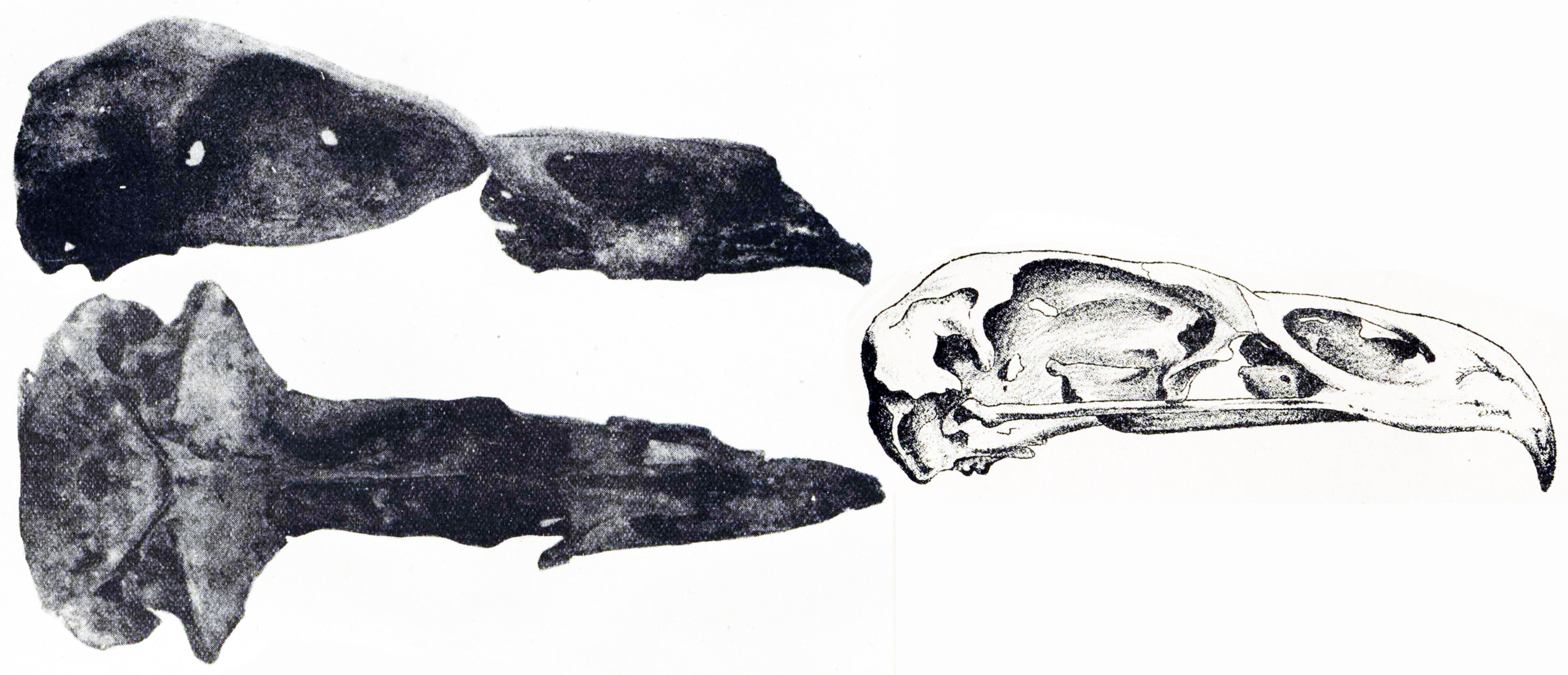
頭蓋骨

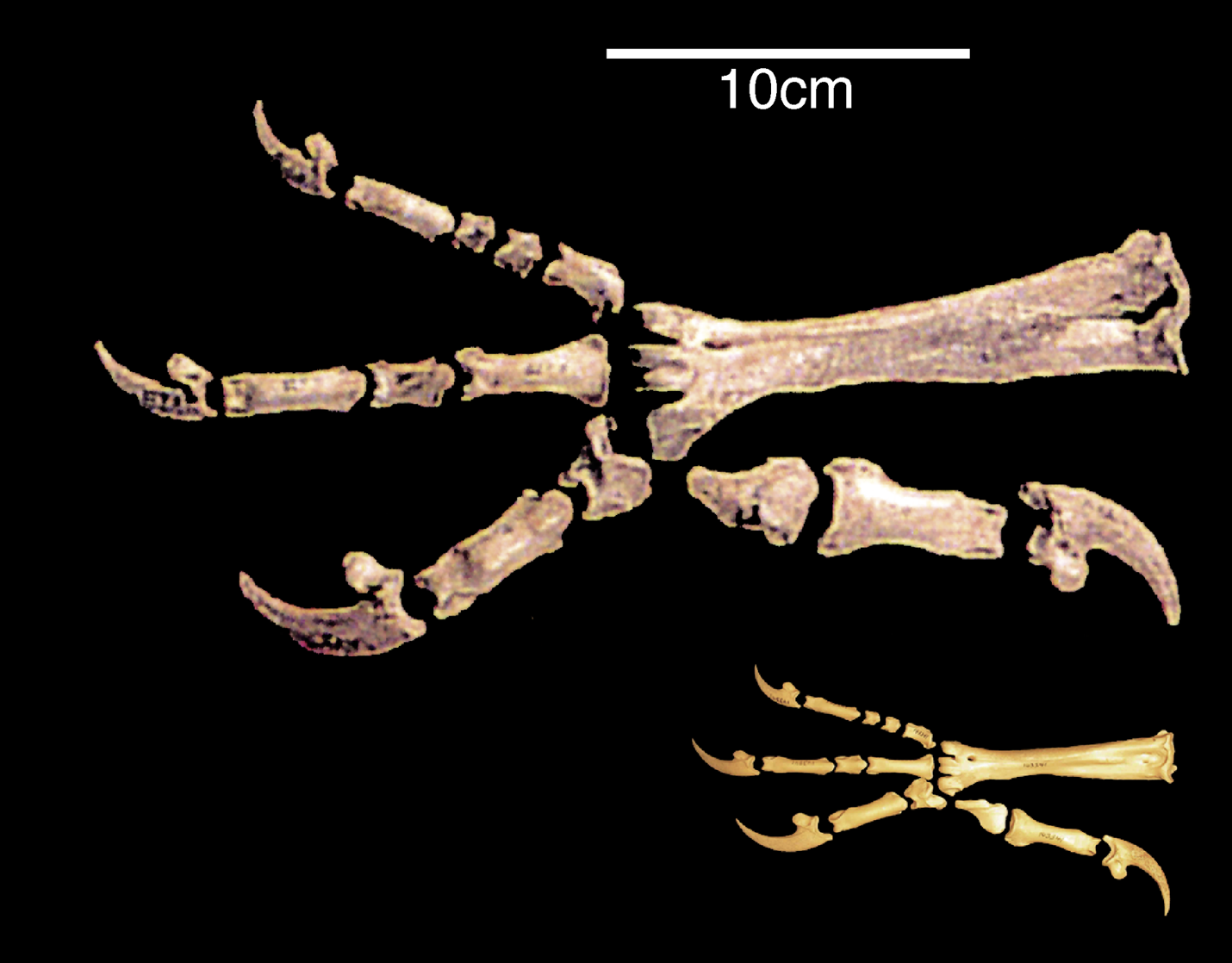
ハーストイーグル（上）とアカヒメクマタカ（下）との足の比較

発掘された骨格から推測される体重は、メスで10-15キログラム、オスでは9-10キログラムほどと考えられている。全高はメスで140cm以上、オスでも90cm以上とされ、さらに翼幅はおおよそ2.6-3mほどに及んだと考えられている。翼幅そのものは巨大だが、現存する猛禽類の体重比率からすると決して突出した数値ではなく、ニュージーランドの密林で狩猟を行う際に、この幅の短さを役立てていたとも推測されている。
肉食猛禽類である本種もモア共々、マオリ族にとっては貴重な食料の一つでありマオリ族の貝塚からはモアと共にハーストイーグルの化石も発掘されている。

## 飛行形式
大型鳥類が得意とするソアリング（滑翔）式ではなく、強力な両脚と巨大な飛翔筋による高翼面荷重と機動性を進化させていったと考えられている。その根拠として、長く幅広な尾翼（メスの標本で50cm以上）が挙げられており、これによって機動性と揚力増大を両立させていたとされる。鳥類としては重量級となる体重にもかかわらず、地面から跳躍しての離陸が可能だったとも考えられている。

## 生態
本種はヒメクマタカの近縁だが生態や狩りはオウギワシに酷似していた。ヨーロッパ人が入植する近年以前は、ニュージーランドにおいて確認されている陸生の哺乳動物は3種類のコウモリのみだったため、本種には哺乳類との生存競争の脅威がなく、ニュージーランド生態系の頂点に存在していたと考えられている。同じく巨大生物であったモアは草食であり、生態的にはゾウやウシに近かった可能性が高いのに対して、本種は現在におけるトラやヒグマに近い生態的地位にいたと推測されている。

## 狩猟

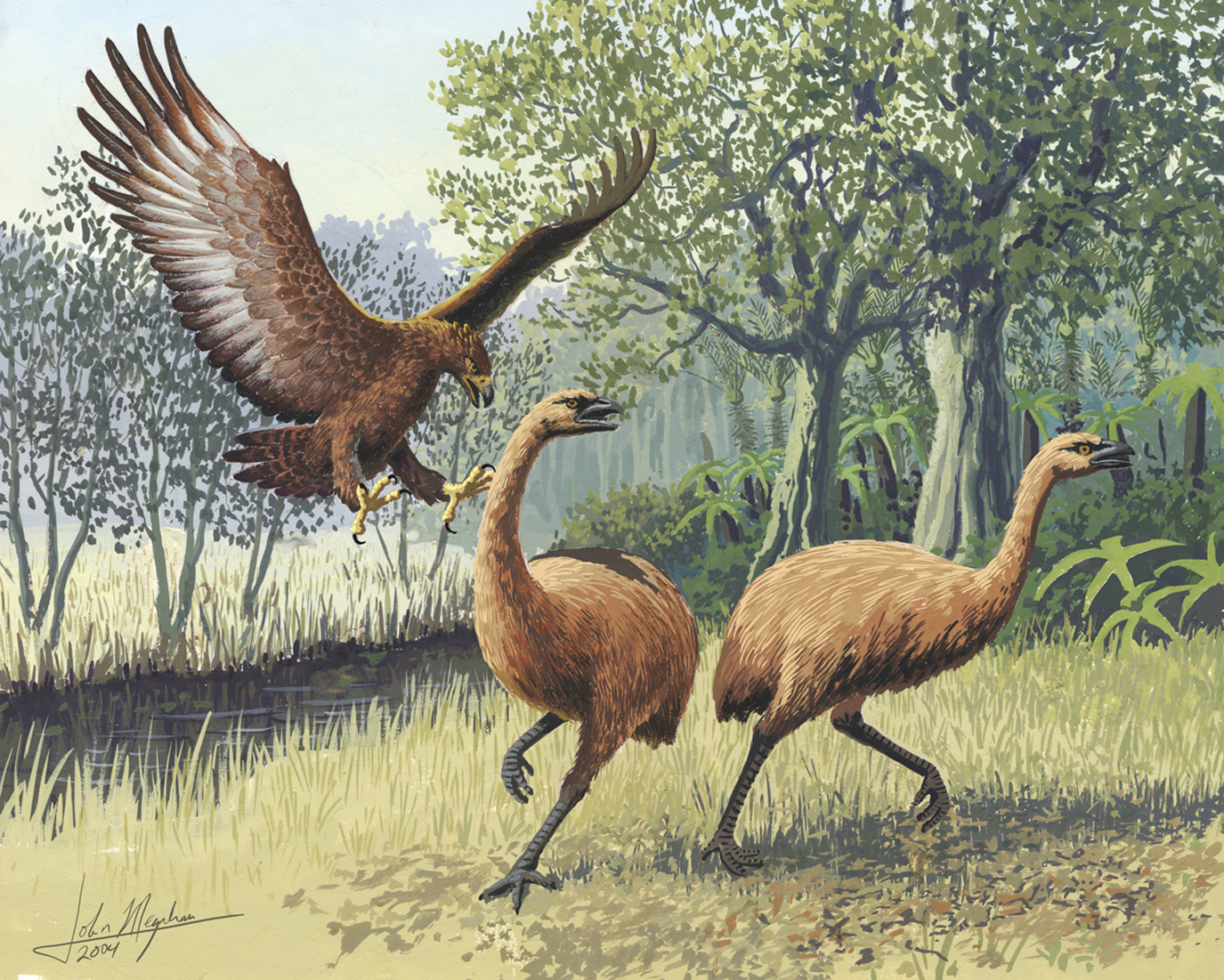
モアを襲うハーストイーグルの想像図

本種の狩猟スタイルは、現在の猛禽類が行うような、上空から高速で攻撃を仕掛け、片足の鉤爪を獲物の肉や骨に突き刺し、もう一方の足で頭や首を打って負傷させ、大きなくちばしで内臓に向かって体を引き裂き獲物を失血死させるものだったと推測されており、その滑空速度は時速80kmを越えていたとも言われる。
メインとなる中小の生物だけでなく、自身の体重の10倍以上にもなるジャイアントモアの成鳥を捕食していたという説もある。
この説は、本種の大型化・体重増加が、モアをはじめとする大型生物を捕食することへの適応であるという考えによるものだが、実際のところ、発見されたジャイアントモアの骨に本種が捕食した痕跡がある物は少数しか存在せず、単に死骸を食べた痕跡である可能性もある。ジャイアントモアを襲う場面はイラストや標本展示で多数再現されるが、あくまで証拠よりイメージ優先の趣が強い。現在においても、大型の猛禽類とモアに近いダチョウ類が生息域に重なる地域で、後者が捕食されるケースはほとんど確認されていないため、生息環境の違いはあったとはいえ、多数発生した状況であったかどうか、捕食自体が可能であったのかどうかは実証されていない。ただし肉食の本種の主食となる生物はニュージーランドにモアしか存在しなかった為、小型のモア類とジャイアントモアの幼鳥を主食にしていたのもまた事実である。

## 近縁種
骨から採取されたDNA分析の結果、本種はヒメクマタカなど、小型のワシと密接な遺伝的関係を有することが判明している。本種は、この小型種ワシから約70-180万年ほど前に分化したと考えられ、逆算するとそれ以後に10倍以上も体重が増加したこととなる。この増加率は、現在知られている脊椎動物の中では最大級の体重進化であり、この要因には、その巨躯を支える獲物が大量に存在し、また他種との生存競争が激化しなかったことが背景に存在すると考えられている。

## 絶滅への経緯
ハーストイーグルはジャイアントモアを始め大小のモア類とカカポやキーウィなどの鳥類を主食としコウモリや魚類も副菜としていたが、マオリ族がモアを乱獲して滅ぼし彼らの主食を奪った事により食料に困ったハーストイーグルは伝承によればマオリ族の人々すらも獲物にするようになったと言う。しかし、対空攻撃能力を持たないモアと違いマオリ族は投げ槍や弓矢などハーストイーグルに対する対空攻撃が可能で激しい反撃と時にはハーストイーグルも殺されてマオリ族の食料にもされるようになり、こうした複合要因でハーストイーグルは絶滅して行った。

## 生存説
著名な探検家であるチャールズ・ダグラスは、「1870年代にニュージーランドのランズボロー川渓谷において2羽の巨大な猛禽類と遭遇し、これらを撃って食べた」と自身の旅行記に記している。これが事実であるならば、これらは本種の生き残り個体であった生存説の可能性もあるとされる。ただし、この頃には本種にその子孫を維持するだけの餌は存在していなかったと考えられている。またpouakaiは生きていた記録が見られない鳥であるというマオリ族の口伝もある。なお、翼長が3メートルまでは長くなかったとすると、その鳥はアイルズ・ハリアー(Eyles's harrier)であったという可能性はある。この鳥は最大のチュウヒ（小型の猛禽類）であり、一般には有史以前には絶滅したと思われている（ただし、このチュウヒは食性がハルパゴルニスワシの様に特殊化していないため、近年まで生存していた可能性はハルパゴルニスワシよりも高い）。また、現地マオリ族の口伝も「姿の見えない鳥」という内容があることから、直接ハーストイーグルと関連のある物ではないという考えもある。また、近代でも目撃報告のあったジャイアントモアと違いハーストイーグルの目撃報告や生存の痕跡は皆無である。